# 3-hidroksi-2-metilbutiril-KoA dehidrogenaza
3-hidroksi-2-metilbutiril-KoA dehidrogenaza (EC 1.1.1.178, 2-metil-3-hidroksibutiril koenzim A dehidrogenaza, 2-metil-3-hidroksibutiril koenzim A dehidrogenaza, 2-metil-3-hidroksi-butiril KoA dehidrogenaza) je enzim sa sistematskim imenom (2S,3S)-3-hidroksi-2-metilbutanoil-KoA:NAD+ oksidoreduktaza. Ovaj enzim katalizuje sledeću hemijsku reakciju
()-3-hidroksi-2-metilbutanoil-KoA + + {\displaystyle \rightleftharpoons } 2-metilacetoacetil-KoA + +
3-Hidroksi-2-metilbutiril-KoA dehidrogenaza takođe deluje, mada sporije, na (2S,3S)-2-hidroksi-3-metilpentanoil-KoA.

## Literatura
- Nicholas C. Price; Lewis Stevens (1999). Fundamentals of Enzymology: The Cell and Molecular Biology of Catalytic Proteins (Third изд.). USA: Oxford University Press. ISBN 019850229X.
- Eric J. Toone (2006). Advances in Enzymology and Related Areas of Molecular Biology, Protein Evolution (Volume 75 изд.). Wiley-Interscience. ISBN 0471205036.
- Branden C; Tooze J. Introduction to Protein Structure. New York, NY: Garland Publishing. ISBN 0-8153-2305-0.
- Irwin H. Segel. Enzyme Kinetics: Behavior and Analysis of Rapid Equilibrium and Steady-State Enzyme Systems (Book 44 изд.). Wiley Classics Library. ISBN 0471303097.

## Spoljašnje veze
- 3-hydroxy-2-methylbutyryl-CoA+dehydrogenase на 